# Rusape
Rusape est une ville du Zimbabwe située dans la province du Manicaland. Sa population est estimée à 32 497 habitants en 2007.

## Histoire
Le nom « Rusape » vient du mot rusapwe (qui signifie « ne sèche jamais »), en référence à la rivière Rusape qui passe à proximité de la ville.

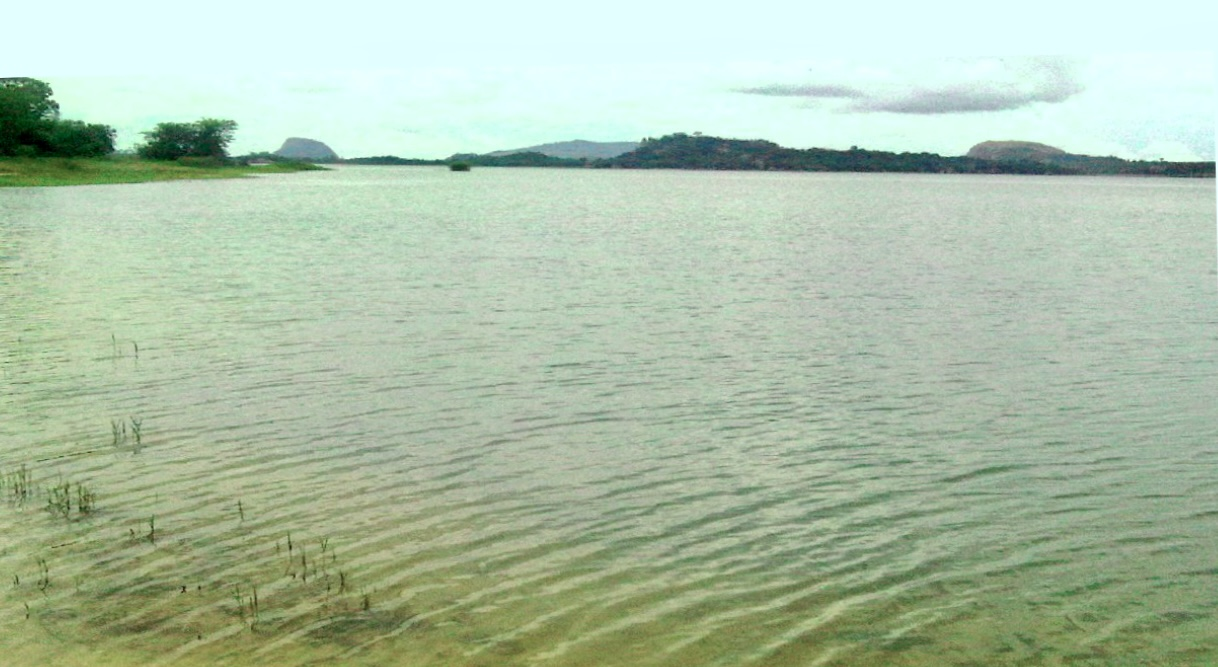
La rivière Rusape.

## Géographie

### Situation
Localisée dans le district de Makoni (en), dans l'Est du Zimbabwe, la ville de Rusape est située à 138 km (170 km par la route) au sud-est d'Harare, la capitale du pays.

## Administration
Rusape est administrée par un conseil (le Rusape Town Council) avec Joshua Maligwa à sa tête.

## Transports
Rusape est une gare ferroviaire importante au Zimbabwe, car elle traverse le Chemin de fer Beira-Bulawayo, ce qui lui permet de se connecter aux villes de Harare (nord) et Mutare (sud).

## Personnalités liées
- Dambudzo Marechera, écrivain et poète zimbabwéen

### Source
- (en) Cet article est partiellement ou en totalité issu de l’article de Wikipédia en anglais intitulé « Rusape » (voir la liste des auteurs).